# Governador do Rio Grande do Sul
O governador do Rio Grande do Sul é o chefe de governo do Poder Executivo gaúcho, sendo auxiliado por seus secretários, os quais escolhe livremente. Eleito por maioria absoluta em sufrágio universal juntamente com o vice-governador, seu mandato tem duração de quatro anos; desde 1997, há a possibilidade de reeleição. O atual governador é Eduardo Leite.
O local de trabalho e moradia do governador é o Palácio Piratini, construído no século XX em Porto Alegre, a capital do estado. Seus poderes são enumerados na Constituição Estadual e na Federal, os quais incluem a capacidade de sancionar e vetar projetos de lei aprovados pela Assembleia Legislativa, apresentar propostas orçamentárias, expedir decretos e regulamentos e nomear ocupantes de centenas de cargos. Como o comandante em chefe das forças de segurança estadual, nomeia os comandantes e oficiais superiores da Brigada Militar, da Polícia Civil e do Corpo de Bombeiros.
O cargo tem origem no século XVIII. Os primeiros governantes gaúchos possuíam amplos poderes, que englobavam desde funções militares a judiciárias. A monarquia portuguesa escolheu os administradores da região de 1737 até a Independência do Brasil em 1822, quando os governantes da província passaram a ser nomeados pelo Imperador. Após a Proclamação da Republica em 1889, o estado passou a eleger diretamente seus governantes, à exceção de tempos ditatoriais. O uso do termo "governador" encontra-se em vigência de forma ininterrupta desde a década de 1930, mas já havia sido utilizado entre 1761 a 1809. Dois governantes gaúchos foram presidentes do Brasil: Deodoro da Fonseca e Getúlio Vargas.

## Cargo

### Funções e autoridade

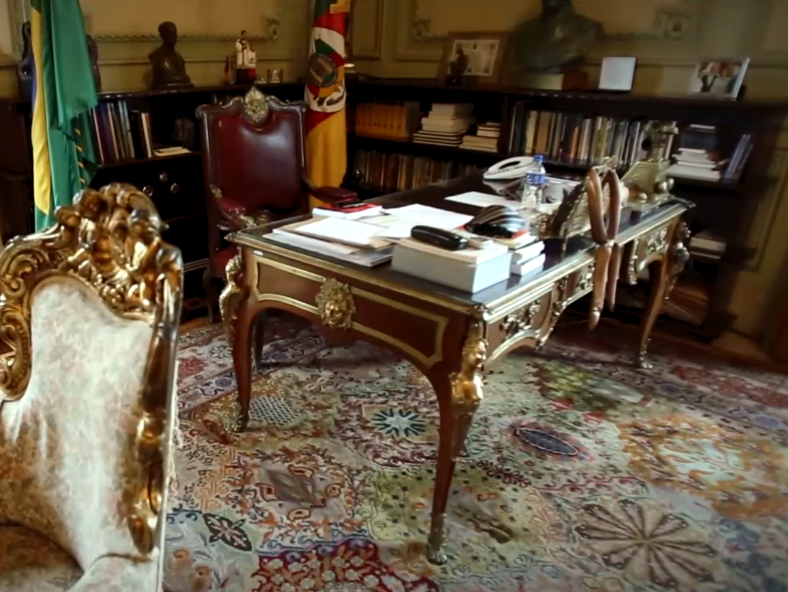
O gabinete do governador do Rio Grande do Sul, no Palácio Piratini, em 2016

Para adequar a Constituição do Rio Grande do Sul com a Nova República, uma Assembleia Estadual Constituinte promulgou um novo texto constitucional para o estado em 1989. A legislação versa sobre o Poder Executivo em seu capítulo II, seções I, II e III. Constitucionalmente, o governador é o representante máximo do Poder Executivo estadual, exercendo a "direção superior da administração estadual" com o auxílio de seus secretários, os quais nomeia e exonera conforme lhe convém. O número de secretários não é especificado por lei; em 2019, o Rio Grande do Sul contava com 23 secretários estaduais. Exercendo o mais alto cargo da política gaúcha, o governador representa o estado em ações políticas, jurídicas e administrativas.
Dos projetos de lei aprovados pela Assembleia Legislativa, o governador tem a prerrogativa de promulgá-los ou vetá-los, total ou parcialmente, se o julgar "inconstitucional ou contrário ao interesse público". Os deputados podem derrubar um veto por maioria absoluta de seus membros. Durante a abertura da sessão legislativa, transmite aos deputados estaduais mensagem versando sobre a situação do estado e seus planos de governo. O governador também pode influenciar o processo legislativo convocando sessões extraordinárias e propondo projetos de lei, inclusive com tramitação em regime de urgência. Há leis cuja autoria são de sua iniciativa privativa, como as que disponham sobre os efetivos da Brigada Militar e as atribuições e estrutura da administração pública estadual.
O governador define o orçamento anual, mas precisa submetê-lo ao crivo da Assembleia Legislativa. Os deputados estaduais deliberam sobre o plano plurianual, a lei de diretrizes orçamentárias e a lei orçamentária anual propostas pelo governador. Em 2017, o orçamento aprovado pelos deputados para o ano de 2018 previu uma arrecadação de R$ 63,2 bilhões, ante R$ 70,1 bilhões de gastos. Deste total, a Constituição Federal determinou que pelo menos 12% dos gastos devem ser destinados à saúde e 25% à educação. O orçamento de 2019 estimou que a despesa com o funcionalismo representaria 82% da receita corrente líquida; segurança, educação e saúde eram as áreas com maiores orçamentos. Sendo o estado mais endividado do país, todos os orçamentos desde 2010 apresentaram déficit público.
O governador pode "expedir decretos e regulamentos para a fiel execução das leis", incluindo que versem sobre estados de calamidade, seja ela financeira ou motivada por desastres naturais ou eventos climáticos. Ao fazê-lo e se for reconhecida pelo governo federal, o governador passa a contar com uma linha de apoio da União, a qual inclui recursos financeiros e o envio da Força Nacional. Cabe ao governador, ainda, decretar e executar uma intervenção no âmbito municipal.
Compete ao governador a nomeação de ocupantes de diversos cargos. Em 2016, o executivo estadual possuía 1 941 funcionários lotados em cargos comissionados, um regime jurídico que permite ao governador contratar e demitir livremente seus detentores. Naquele ano, o gabinete do governador contava com 75 CCs. O governador nomeia, através de lista tríplice submetida pelo Tribunal de Justiça, parte minoritária dos desembargadores, e escolhe os conselheiros do Tribunal de Contas. Como autoridade suprema da Brigada Militar, da Polícia Civil e do Corpo de Bombeiros, têm o poder de dispor sobre os cargos e designar os oficiais superiores.
O governador também possui outras atribuições legais. A Constituição Federal estabeleceu os governadores como partes legítimas para proporem ações diretas de inconstitucionalidade e ações declaratórias de constitucionalidade perante o Supremo Tribunal Federal; a Constituição Estadual lhe permite propor ações de inconstitucionalidade de lei ou normativo estadual e municipal ao Tribunal de Justiça. Ademais, figura entre seu rol de funções conferir condecorações e distinções honoríficas.

### Eleição e posse
Para a última eleição para o cargo, ver Eleições estaduais no Rio Grande do Sul em 2018
|                                                      |  |                                                      |
| José Ivo Sartori sendo empossado governador, em 2015 |  | Termo de posse do governador Leonel Brizola, em 1959 |

Os critérios de elegibilidade para o cargo foram definidos pela Constituição Federal, e incluem a necessidade de o candidato possuir nacionalidade brasileira, pelo menos 30 anos de idade, ser filiado a um partido político, ter seu domicílio eleitoral no estado e estar em gozo de pleno exercício dos direitos políticos. O candidato não pode ser cônjuge ou parente de até segundo grau do presidente da República ou do governador em exercício.
O governador e o vice são eleitos por sufrágio universal em eleições realizadas no último mês de outubro antes do término do mandato de seus antecessores. O primeiro turno ocorre no primeiro domingo de outubro e, caso nenhum candidato obtenha maioria absoluta dos votos, um segundo turno ocorre no último domingo de outubro. O mandato é de quatro anos, com possibilidade de uma reeleição consecutiva.
Após a apuração dos resultados, o Tribunal Regional Eleitoral do Rio Grande do Sul decide sobre a diplomação do eleito, habilitando-o para a posse em 1º de janeiro. O mandato eletivo pode ser impugnado perante a Justiça Eleitoral em até quinze dias após a diplomação, sendo necessário a apresentação de provas do cometimento de abuso do poder econômico, corrupção ou fraude.
A cerimônia de posse é realizada na Assembleia Legislativa, onde o governador eleito faz o seguinte juramento: 
| “ | Prometo manter, defender e cumprir a Constituição, observar as leis e patrocinar o bem comum do povo rio-grandense. | ” |

Em seguida, o governador empossado caminha até o Palácio Piratini, onde, no Salão Negrinho do Pastoreio, ocorre a transmissão do cargo e a posse dos secretários. Se a posse não ocorrer em até dez dias da data prevista, o cargo é declarado vago pelo legislativo.

### Afastamento e sucessão
O governador possui dois tipos de foro privilegiado. Nos casos de crimes comuns ocorridos durante o mandato, o governador é processado e julgado pelo Superior Tribunal de Justiça. Em alguns estados buscou-se incluir a exigência de autorização da Assembleia Legislativa para que uma ação penal por crime comum fosse instaurada contra o governador pelo STJ. Por unanimidade, o Supremo Tribunal Federal concluiu que a instauração de uma ação penal não afasta automaticamente o governador do cargo, e que cabia ao STJ "dispor, fundamentadamente, sobre a aplicação de medidas cautelares penais, inclusive afastamento do cargo". Por sua vez, o STJ decidiu que julgaria os governadores apenas por crimes cometidos durante o mandato, e que estejam relacionados ao seu exercício.
À Assembleia Legislativa cabe processar o governador pelo cometimento de crimes de responsabilidade; um pedido de impeachment pode ser apresentado por qualquer brasileiro que goze dos direitos políticos. O presidente do legislativo delibera inicialmente por arquivá-lo ou aprová-lo. Se iniciado, uma comissão parlamentar emite um parecer quanto a admissibilidade, sendo submetido ao pleno. Com o aval de dois terços dos deputados, o processo é instaurado e o governador é afastado temporariamente. No julgamento, forma-se uma comissão mista com 5 deputados e 5 desembargadores sorteados, sob a presidência do presidente do Tribunal de Justiça. Se dois terços dos integrantes da comissão julgadora votarem a favor, o mandato é cassado. Nenhum governador gaúcho teve seu mandato cassado.
O primeiro na linha de sucessão é o vice-governador, que assume o cargo de forma temporária ou permanente. Se ambos estiverem vagos, a governadoria passa a ser exercida pelos presidentes da Assembleia Legislativa e do Tribunal de Justiça, respectivamente. Uma nova eleição é convocada se ocorrer a vacância dos cargos de governador e vice-governador a até um ano antes do término do quadriênio; os eleitos exercerão as funções pelo restante do mandato. Ainda, antes de se ausentar do país ou do estado por mais de dez dias, o governador deve solicitar uma licença dos deputados estaduais, sob pena de perda do cargo.

### Compensações

#### Residências oficiais

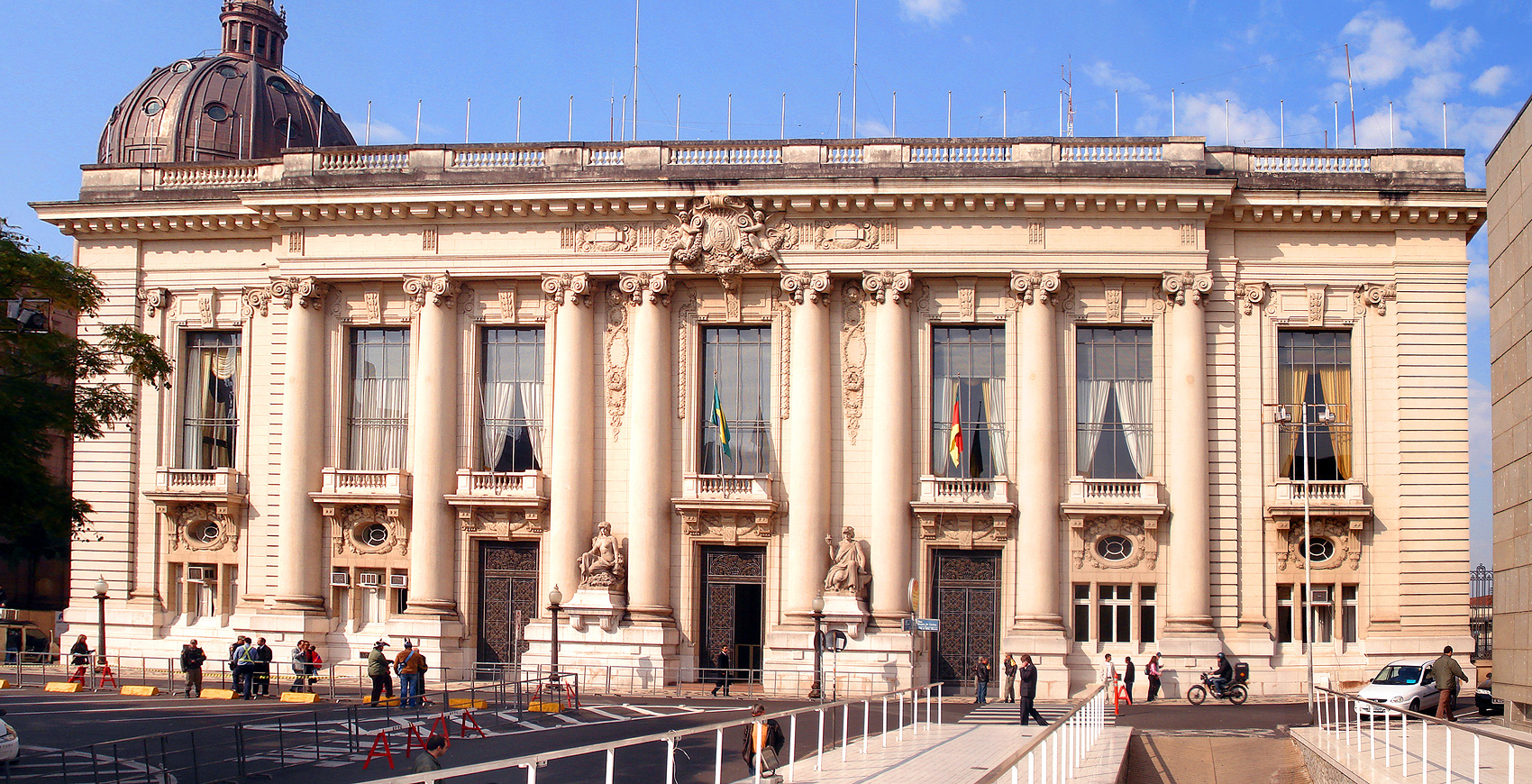
O Palácio Piratini em 2007

Localizado no Centro Histórico de Porto Alegre, capital do estado, o Palácio Piratini é a sede do Poder Executivo. De estilo neoclássico, foi construído para celebrar a República, conforme desejo de Júlio de Castilhos, com material vindo da França e cimento da Inglaterra, sendo inaugurado parcialmente em 1921. Além do local de trabalho, todos os governantes gaúchos residiram na ala residencial do palácio até 1986. Tombado pelo Instituto do Patrimônio Histórico e Artístico do Estado do Rio Grande do Sul e o Instituto do Patrimônio Histórico e Artístico Nacional, o palácio se tornou o símbolo do Poder Executivo gaúcho.
Antes do Piratini, o Palácio de Barro foi a sede do governo de 1789 a 1896. O prédio foi construído no mesmo local do Piratini, a Praça da Matriz, com taipa, motivando a origem de seu nome e resultando, segundo o historiador Sérgio da Costa Franco, em um "sobradão colonial". No final do século XIX, o palácio encontrava-se em péssimo estado de conservação; foi demolido em 1896 e o Forte Apache, também na Praça Matriz, foi a sede do governo até a inauguração do Piratini.
O Palácio das Hortênsias, inaugurado em 1954 na cidade de Canela, é a residência oficial de verão do governador. Pouco utilizado, hospedando apenas reuniões esporádicas, durante o governo Sartori discutiu-se a venda do palácio, que chegou a ser avaliado em R$ 27,1 milhões, mas a proposta não avançou. O governador tem à sua disposição, ainda, a Casa Branca, localizada no Parque de Exposições Assis Brasil, onde ocorrem as edições da feira agropecuária Expointer, em Esteio.

#### Salário
O salário bruto mensal do governador gaúcho é de R$ 25 429,70, sendo R$ 18 084,78 o vencimento líquido. Era, em 2013, o décimo oitavo mais alto para o cargo no país. De acordo com a Constituição Federal, o salário do governador serve como teto salarial para o funcionalismo do Poder Executivo estadual, sendo-lhe "vedado o acréscimo de qualquer gratificação, adicional, abono, prêmio, verba de representação ou outra espécie remuneratória". O último reajuste salarial ocorreu no início de 2015, com um aumento de 45,97%, ligeiramente abaixo da inflação. Até 2015, os eleitos para o cargo, ou seus viúvos, recebiam um salário vitalício equivalente ao teto federal (R$ 30 471,11, na época); naquele ano, os deputados alteraram a legislação, reduzindo o benefício a até quatro anos após o término do mandato, além de excluir os viúvos. Em 2018, o estado era o segundo do país que mais gastava com pensões aos ex-governadores.

#### Segurança

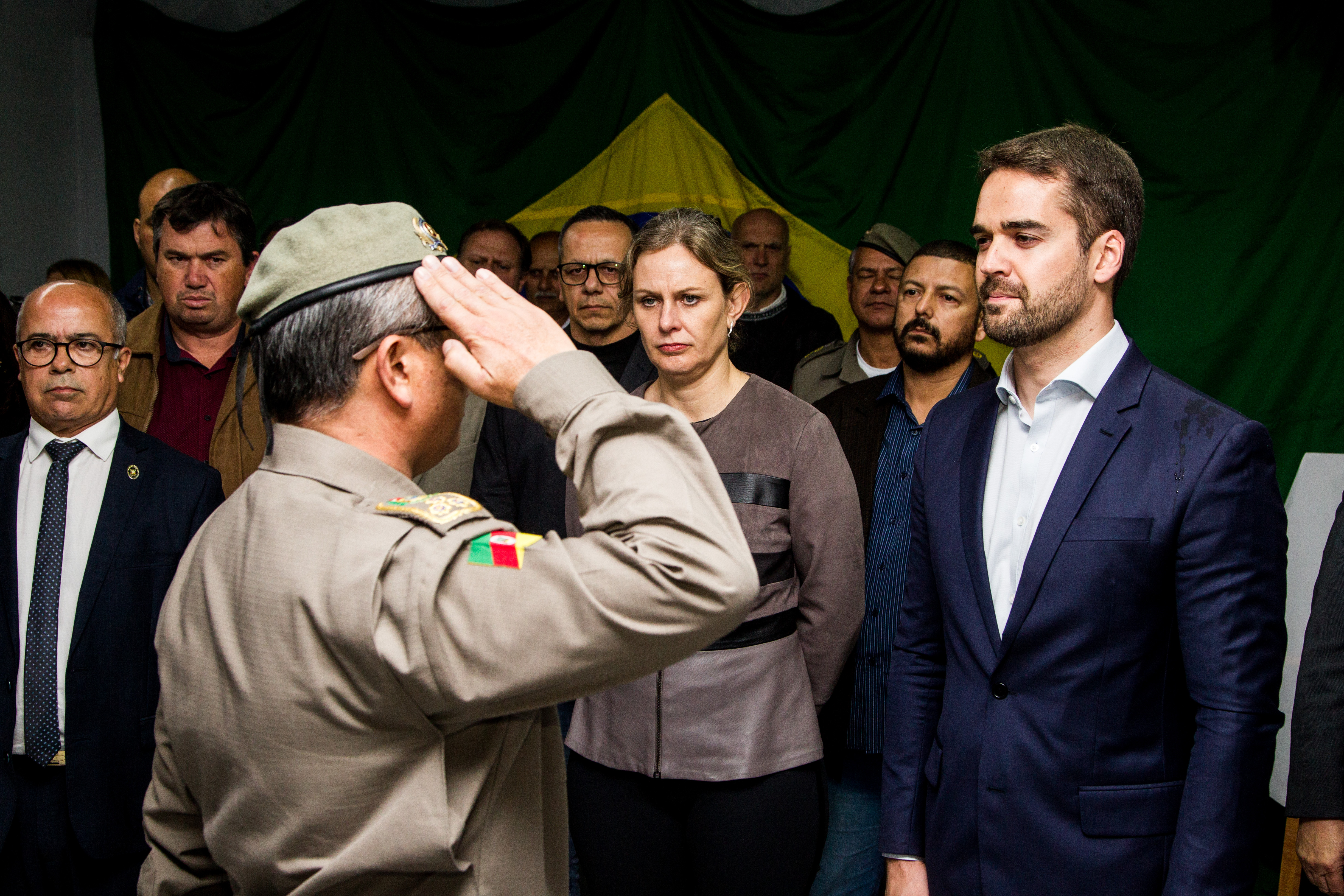
Brigadiano prestando continência ao governador Eduardo Leite, em 2019.

A Brigada Militar desloca uma parte de seu efetivo para garantir a segurança do governador em tempo integral. Incumbe à chamada Casa Militar a função legal de zelar pela segurança militar e pessoal do governador, bem como a de seus familiares. O governador não pode renunciar à sua segurança pessoal, além de, como uma medida de segurança, não poder dirigir. Se viajar a outro estado, é possível que a Casa Militar daquele estado fique responsável por sua segurança – e vice-versa.

#### Transporte
O governador tem à sua disposição um bimotor turboélice Super King Air B200, usado para viagens com distâncias maiores, e quatro helicópteros (dois Esquilos AS 350 e dois Koalas AW 119), que também são empregados pelo executivo estadual para outros fins. Em 1931, o governador Flores da Cunha comprou um automóvel conversível Stutz Model M, usado, de fabricação norte-americana; à época, um Ford Modelo 1919 era o veículo oficial do governador gaúcho. O Stutz transportou diversas autoridades, incluindo o presidente português Francisco Craveiro Lopes; foi posteriormente reformado e continuou sendo utilizado em datas comemorativas como nos desfiles da Semana Farroupilha em 2008. Tanto o Stutz como o Ford foram colocados em exposição no Palácio Piratini.

## Histórico

### Período colonial

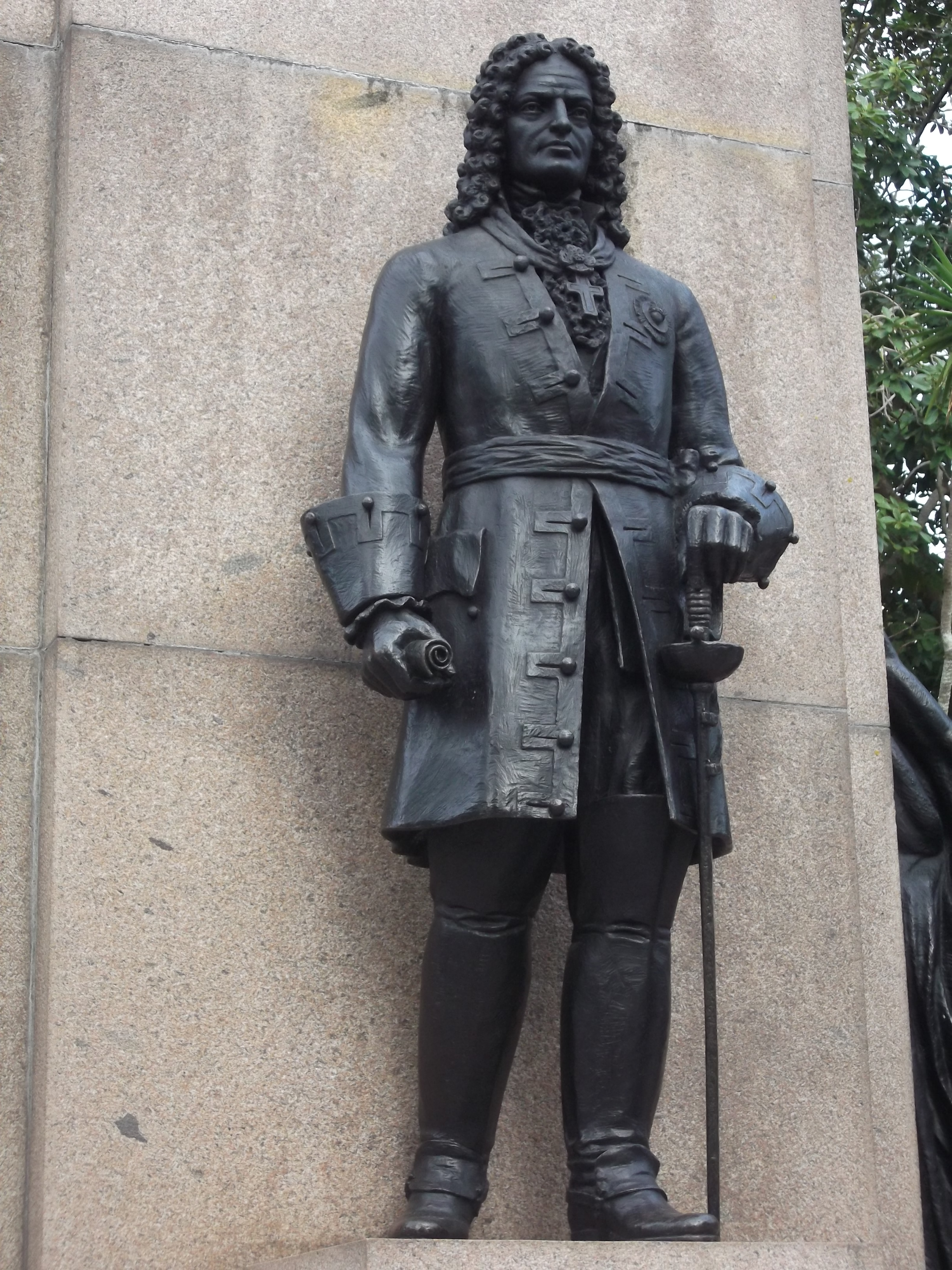
Estátua de Silva Pais, primeiro comandante militar do Rio Grande

Os primeiros governantes diretos da região atualmente conhecida como Rio Grande do Sul eram os líderes da Comandância Militar do Rio Grande, cargo inaugurado por José da Silva Paes em 1737, iniciando a organização da defesa da nova povoação. Na época, a coroa portuguesa deslocou suas tropas para proteger a Colônia de Sacramento, frequentemente ameaçada pelas tropas espanholas. Auxiliado por um conselho de oficiais, nos primeiros anos os comandantes tinham um grande poder de decisão, com funções que incluíam a administração da justiça e do orçamento, a divisão das terras, o trato com os indígenas, a expansão territorial e a aplicação de penas. Tais atribuições foram progressivamente delegadas com o desenvolvimento da administração pública. Este sistema foi utilizado até 1761, período em que a comandância teve quatro governantes, sendo Diogo Osório Cardoso quem permaneceu mais tempo no cargo, de 1740 a 1752.
Em 1760, o Rio Grande de São Pedro se tornou uma capitania, passando a ter um governo subordinado ao vice-rei, da Capitania do Rio de Janeiro, com seus governantes sendo chamados de "governadores". Designados por carta régia, a qual comumente também especificava seus poderes e limitações, o governador era empossado na câmara da capital, podendo ser destituído pelo vice-rei a qualquer momento. Suas atribuições não divergiam muito das dos comandantes militares e o vice-rei tinha a discricionariedade de lhe estabelecer funções específicas. Por exemplo, o regimento do governador José Custódio de Sá e Faria, em 1764, estabeleceu que lhe cabia impôr castigos aos "vagabundos", podendo, se necessário, enviá-los para o Rio de Janeiro, e ainda garantir que os índios não perturbassem a população.
Em 1796, um "Aviso de Sua Majestade" determinou o estabelecimento de uma capitania independente, o que só foi concretizado em 1807 com a criação da Capitania de São Pedro do Rio Grande do Sul, tendo esta domínio sobre o governo da Capitania de Santa Catarina. Simultaneamente com as elevações do território à capitania-subalterna (1760) e capitania-geral (1807), os poderes dos governadores também foram aumentados, ganhando maior autonomia do governo central no Rio de Janeiro. O governador ocupava a maior parte de seu tempo com questões militares, mas sua autoridade englobava jurisdição fazendária, judiciária e administrativa, presidindo as juntas da Fazenda Real e da Justiça Criminal, ainda que suas interferências em áreas não militares eram rotineiramente questionadas.

### Período imperial
Em 1822, com a Independência do Brasil, a capitania se tornou uma província, ali constituindo-se um governo civil sob a liderança do presidente da província, que ainda mantinha um poder considerável entre os militares, agora comandados pelo secretário militar. Quanto a sua forma de nomeação, a Constituição brasileira de 1824 estabeleceu:
| “ | Art. 165. Haverá em cada província um presidente, nomeado pelo Imperador, que o poderá remover, quando entender que assim convém ao bom serviço do Estado. | ” |

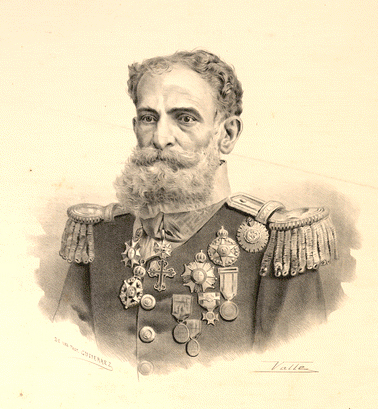
Deodoro da Fonseca, o primeiro presidente do Brasil, presidiu a Província de São Pedro do Rio Grande do Sul em 1886

Como resultado, de 1822 a 1889 houve alta rotatividade entre os presidentes de províncias em todo o país; os presidentes tinham como sucessores imediatos o primeiro e o segundo vice-presidentes. Era habitual ao governo central escolher políticos de outras regiões para presidirem a província, uma prática que garantia lealdade ao poder imperial. No entanto, entre a saída de um e a posse do novo presidente, era comum que o vice-presidente, escolhido entre os políticos gaúchos, assumisse o posto. De acordo com Pereira, os presidentes eram os "delegados do chefe da nação" e os que "governaram a província sul-rio-grandense conquistaram em grande medida importância política local e parlamentar, permitindo-os circular por diversos cargos, fossem eletivos ou não".
Durante a Guerra dos Farrapos, a maior guerra civil da história brasileira, a província contou com dois governos paralelos, um leal ao imperador e outro aos revoltosos, na figura do presidente da República Rio-Grandense. Quando o conflito eclodiu, em 1835, o presidente Antônio Rodrigues Fernandes Braga foi deposto pelos farrapos. A Constituição da República Rio-grandense, de 1843, especificou os poderes do presidente em seu título V, capítulo I. Eleito pela Assembleia Geral para um mandato de quatro anos, não poderia ser reeleito consecutivamente. Era responsável pela administração, nomeando magistrados, ministros, senadores, embaixadores, comandantes militares, e decidindo sobre as leis aprovadas pelo legislativo. Apenas Bento Gonçalves da Silva e Gomes Jardim foram presidentes da República Rio-grandense. Em 1845, Duque de Caxias, o presidente provincial nomeado pelo imperador, conseguiu pacificar a província e a guerra chegou a fim com a assinatura do Tratado de Poncho Verde.
A província formou um poder legislativo, cujos projetos aprovados eram submetidos ao presidente. O Ato Adicional buscou regular as relações entre o legislativo e o executivo; o presidente podia devolver (vetar) ao legislativo projetos que considerava "inconvenientes" e "inconstitucionais". Se fosse classificado como inconstitucional, era submetido ao governo imperial e à Assembleia Geral para deliberação; se inconveniente, o veto poderia ser derrubado pelo voto de dois terços dos legisladores. Ainda, era possível que o presidente adiasse as sessões legislativas, algumas vezes acarretando no adiamento da deliberação sobre o orçamento. Os deputados eram eleitos pelo povo, e os presidentes provinciais atuavam como cabos eleitorais de integrantes de seus gabinetes. O presidente e os legisladores nem sempre conviveram harmoniosamente; em 1889, os deputados aprovaram uma moção que pedia ao governo imperial a destituição do presidente Galdino Pimentel, o que ocorreu poucos dias depois. Estes conflitos eram mais frequentes quando o presidente da província integrava um partido diferente da maioria dos deputados.

### Período republicano

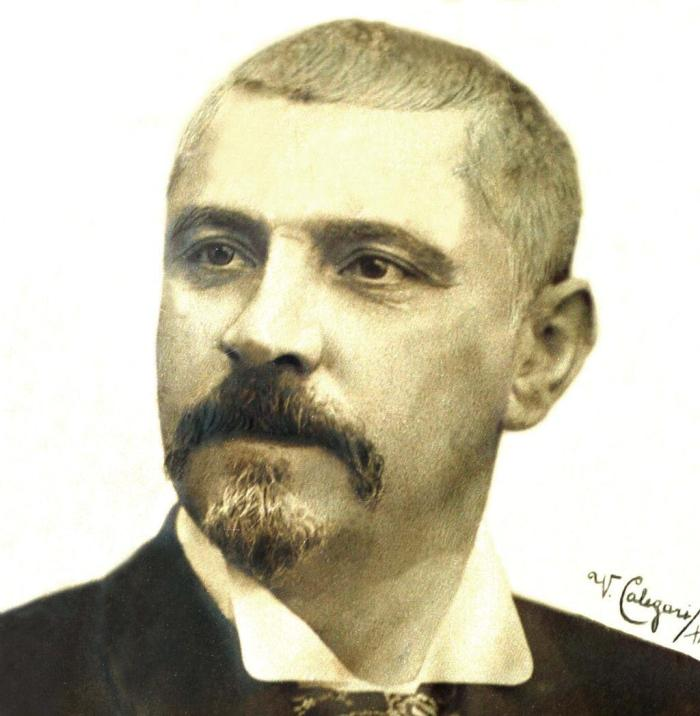
Júlio de Castilhos escreveu a Constituição Estadual de 1893, que estabeleceu um executivo forte

Com a proclamação da República, o Rio Grande do Sul concluiu em 1893 sua Constituição. De autoria de Júlio de Castilhos, estabeleceu um legislativo com poderes limitados e um executivo forte, que podia legislar por decreto em matérias não-financeiras e intervir diretamente nos municípios. O texto ditou que a "suprema direção governamental e administrativa do Estado compete ao Presidente, que a exercerá livremente, conforme o bem público, interpretado de acordo com as leis". Eleito por sufrágio direito, seu mandato era de cinco anos, com a possibilidade de ser reeleito se obtivesse 75% dos votos. Se nenhum candidato alcançasse a maioria absoluta dos votos, os deputados ficavam responsáveis em escolher o presidente dentre os dois mais votados da eleição. Seus sucessores eram, respectivamente, o vice-presidente e os secretários. Entre os critérios de elegibilidade, incluiu-se a necessidade de ser rio-grandense nato, residir no estado, ter mais de trinta anos de idade e não ser "parente, consanguíneo ou afim, nos dois primeiros graus" do presidente ou substituto incumbente. O presidente e os interinos recebiam salário, fixado pelo legislativo.
Em 1898, Borges de Medeiros assumiu a presidência do estado, mas o controle político continuou sendo exercido por Castilhos até sua morte, em 1903. Medeiros eventualmente conseguiu firmar sua autoridade, apelando a fraudes eleitorais para garantir suas sucessivas reeleições. Em 1908, impedido de se recandidatar novamente, Borges patrocinou a candidatura de seu partidário Carlos Barbosa, que foi facilmente eleito também recorrendo a fraudes. Borges retornou ao poder em 1913 e, ao candidatar-se pela quinta vez em 1923, os resultados considerados fraudulentos pelos opositores desencadearam a Revolução de 1923. O Pacto de Pedras Altas, assinado no final daquele ano, proibiu a reeleição do presidente, obrigou a realização de eleição para a escolha do vice-presidente e reservou uma quantidade de assentos na Assembleia para os opositores. Em 1928, Getúlio Vargas sucedeu Borges após ser eleito sem precisar concorrer com nenhum candidato opositor.
Ao assumir a presidência da República por meio da Revolução de 1930, Vargas nomeou interventores federais para substituir os presidentes dos estados. Em 1935, organizou-se uma Assembleia Constituinte para redigir uma nova Constituição estadual. A Constituição de 1935 outorgou maior importância ao legislativo e determinou que o Poder Executivo seria exercido pelo governador, eleito por sufrágio universal a cada quatro anos, não podendo ser reeleito consecutivamente. Se nenhum candidato recebesse a maioria dos votos, os deputados elegeriam o governador por maioria absoluta dos votos. A nova carta constitucional aumentou para 35 anos a idade mínima para ocupar o cargo. O interventor Flores da Cunha foi o primeiro governador a assumir o cargo nestas condições. Inicialmente aliado de Vargas, Cunha afastou-se gradativamente do presidente, que atuou para que a Assembleia Legislativa aprovasse seu impeachment. Cunha livrou-se do afastamento – por um voto – e tentou impedir o golpe do Estado Novo, mas Vargas revidou e comprometeu o poder de reação do governador, chegando a desmilitarizar e federalizar a Brigada Militar; Cunha acabou renunciando.

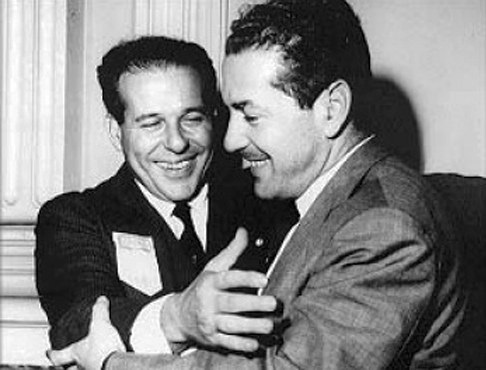
Em 1961, Leonel Brizola (à direita) usou seus poderes como governador para garantir a posse de João Goulart (à esquerda) como presidente da República

O Estado Novo possibilitou que Vargas continuasse escolhendo o governante gaúcho. De início, o presidente nomeou interventores que não possuíam ligações diretas com o estado, garantindo que lhe fossem leais ao mesmo tempo em que atentava contra a autonomia de seu estado natal. Vargas caiu em 1945 e o novo presidente Eurico Gaspar Dutra nomeou Cylon Rosa como interventor até a realização das eleições de 1947; Walter Jobim foi eleito governador. Depois de permanecer durante anos fechado, o Poder Legislativo através da Assembleia Constituinte de 1947 objetivou aumentar seus poderes com a implementação de um regime parlamentar no estado. A ideia foi aprovada por 30 votos a 24 sob protesto dos governistas, que denunciavam o modelo proposto como inconstitucional. Jobim recorreu ao Supremo Tribunal Federal e, após a promulgação da nova Constituição, a corte suprema julgou de forma unânime como inconstitucional os dispositivos parlamentaristas, obrigando os deputados a emendarem o texto recentemente aprovado para que as funções de "caráter presidencialista" do governador fossem restabelecidas.
De 1950 a 1962, o estado realizou quatro eleições para governador marcadas pela polarização entre o PTB e o PSD. Em 1961, o governador Leonel Brizola criou a Campanha da Legalidade para assegurar a posse de João Goulart à presidência da República. Brizola entregou a Brigada ao comando do exército regional e chegou a distribuir armas de fogo a civis, transformando a sede do governo em uma trincheira. Os ministros militares ordenaram o bombardeio do Piratini, mas oficiais da Base Aérea de Canoas se rebelaram e não cumpriram a ordem. Em 1964, para evitar um movimento semelhante, o governador Ildo Meneghetti transferiu a sede do governo para Passo Fundo por três dias, de onde apoiou o bem-sucedido golpe militar. Com o Ato Institucional Número Três, a ditadura militar estabeleceu que os deputados estaduais elegeriam o governador e o vice; no Rio Grande do Sul, a maioria dos deputados eram pró-regime, resultando em sucessivas eleições de governadores arenistas.
O governador voltou a ser eleito de maneira direta na eleição de 1982. O PDS e o PMDB dominavam, mas o sindicalismo estava de volta com o PDT e o PT. Com a oposição dividida, Jair Soares, apoiador do regime militar, foi eleito governador. Desde então, os gaúchos elegeram seus governantes diretamente, com um sistema de dois turnos. Nas décadas a seguir, Alceu Collares foi eleito o primeiro governador gaúcho negro em 1990, Yeda Crusius se tornou em 2007 a primeira mulher a chefiar o executivo gaúcho, e Eduardo Leite, eleito em 2018, foi o primeiro governador brasileiro abertamente homossexual.
Em 1997, a reeleição para o executivo foi permitida, e todos os governadores gaúchos tentaram se reeleger, mas apenas Eduardo Leite conseguiu, ao vencer a eleição de 2022. Antes de Leite, Antônio Britto foi quem chegou mais perto, obtendo 49,2% dos votos em 1998. Em 2002, Olívio Dutra foi derrotado por Tarso Genro nas prévias petistas. Germano Rigotto (2006) e Yeda (2010) ficaram na terceira colocação. Tarso (2014) e José Ivo Sartori (2018) perderam no segundo turno. Assim, até 2022, o Rio Grande do Sul era o único estado brasileiro que não reelegeu nenhum governador. Mais do que isso, a rotatividade no governo gaúcho ocorreu sempre que o estado realizava eleições livres, nos períodos de 1945 a 1964 e de 1982 a 2022. De acordo com o cientista político Fernando Schüler, a situação financeira estadual, que inclui déficit fiscal crônico e baixa capacidade de investimentos, era um fator que "fragiliza os governos diante da sociedade".